# Gravatá
Gravatá, amtlich Município de Gravatá, ist ein Ort im brasilianischen Bundesstaat Pernambuco und liegt zirka 75 km westsüdwestlich von Recife, der Hauptstadt Pernambucos. Gravatá befindet sich auf einer Breite von 8° 11' 59" Süd und auf 35° 34' westlicher Länge, umfasst ein Gebiet von 507 km² und liegt auf einer Höhe von 400 bis 570 m über dem Meeresspiegel. Gravatá hatte im Jahr 2019 schätzungsweise 84.074 Einwohner. Das Klima ist mild, die jährliche Durchschnittstemperatur beträgt 22 °C. Gravatá grenzt im Norden und Nordosten an Passira und Bezerros, im Osten an Pombos und Chã Grande, im Süden an Amaraji und Cortês und im Westen an Barra de Guabiraba und Sairé. Die Schutzheilige von Gravatá ist Nossa Senhora de Sant´Ana.

## Geschichte
Der Ursprung der Ortschaft Gravatá liegt in einem Bauernhof von José Justino Carreiro de Miranda, welcher im Jahre 1808 als Herberge für Reisende diente, die Zucker und Rindfleisch handelten, zu der Epoche die wichtigsten Handelsgüter, die von Recife aus auf dem Fluss Ipojuca ins Landesinnere befördert wurden. Reisen durch das Gebiet waren schwierig. Die Kaufleute waren zu strategischen Halten gezwungen, auch um zu vermeiden, dass das Vieh an Gewicht verlor.
Der Rastplatz wurde als Crauatá (Erde guter Weiden) bekannt. Die Bezeichnung Caruatá beinhaltet den Namen Karawatã, das heißt „Busch der Löcher“ (mato que fura), wie die Stelle in der indianischen Tupi-Sprache genannt wurde, aber auch die Bezeichnung einer dort vorherrschenden Bromelienart namens Caraguatá, alternativ auch Caroatá, Caroá und Gravatá genannt.
Am 30. Mai 1881 wurde Gravatá durch das Gesetz provinziell Nr. 1.560 vom städtischen Gebiet von Bezerros getrennt. Am 13. Juni 1884 wurde das Gebiet zur Stadt ernannt.
Zum Ende des 19. Jahrhunderts wurde die Bahnliene Great Westerns Railways zwischen Recife und dem Hinterland Pernambucos errichtet. 1950 verkürzte die neu errichtete Fernstraße BR-232 dann noch mal die Reisezeit nach Gravatá wesentlich.

### Great Westerns Railways
Die Bahnlinie Great Westerns Railways zwischen Recife und Gravatá wurde in den Jahren 1881 bis 1894 gebaut. Ein Problem beim Bau war die bergige Landschaft in der Gegend Gravatás, so dass viele Brücken und Tunnel geplant und gebaut werden mussten. So ist zum Beispiel die Brücke von Grota Funda 180 m lang und bis zu 48 m hoch. In den Jahren 1945 bis 1947 musste die Strecke dann überholt werden, wobei viele der Eisenbrücken durch Stahlbetonbrücken ersetzt wurden. Im Jahr 1986 wurde die Bahnlinie wegen der atemberaubenden Landschaft, die sie durchquert, ausgezeichnet.
Die Bedeutung der Bahnlinie liegt in der Erschließung des Hinterlands Pernambucos. So war es mit ihr möglich, Personen und Güter in einer angemessenen Zeit und in großen Mengen zwischen dem Hinterland und Recife zu transferieren, was die Wirtschaft immens ankurbelte, da nun der Handel erstarkte und der Tourismus anzog. Erst durch die Fernstraße BR-232 wurde das Hinterland Pernambucos, und damit auch Gravatá, noch besser erschlossen.

### Die Kapelle Santa'Ana

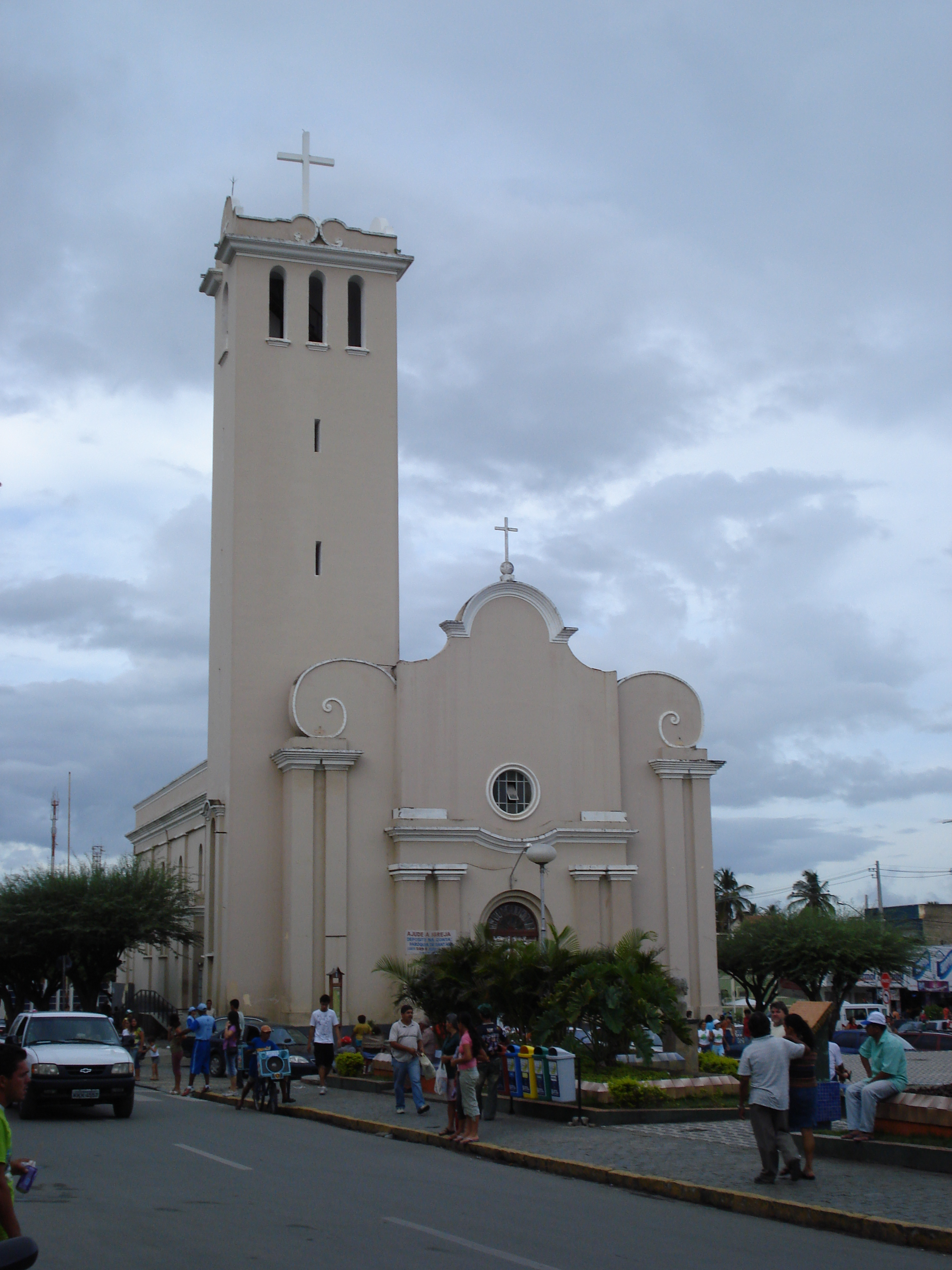
Kapelle Santa'Ana

Im Jahre 1810 versprach José Justino Carreiro de Miranda, an der Seite seines großen Hauses eine Kapelle zu bauen, die allerdings erst nach seinem Tode durch seinen Sohn João Félix Justiano im Jahre 1822 fertiggestellt wurde.
Die Kapelle war in einfacher Bauart gehalten. Der Hauptraum zeigte ein kleines Zement-Kreuz. Der 20 Meter hohe Turm wurde mit weiß-blauen portugiesischen Fliesen verkleidet. Unter den Spitzfenstern war eine ovale Öffnung und unter ihr die Registrierung „1822“, die das Jahr der Eröffnung markiert. In der Kapelle wurden ländliche Sitzbänke aus Holz aus eigenen Bauernhof aufgestellt. Vorne liegt der Altar der Schutzheiligen Sant'Ana. Links liegt der Altar Santa Inês, Coração de Jesus („Jesu Herz“) und das Taufbecken. Rechts steht die Statue vom „Herrn zur Sakristei“. Der Altar von Coração de Jesus (Jesu Herz) liegt in einem tiefen Hohlraum in der dicken Mauer auf der linken Seite, neben Santa Tereza 's Altar und dem Tabernakel. In der Nähe der Sakristei befindet sich auch der Altar do Menino Jesus (Altar des Jungen Jesus).

## Bildung
Die Stadtverwaltung von Gravatá und das Institut Ayrton Senna gründeten ein Ausbildungs-Zentrum für zirka 550 Kinder der Stadt, im Alter von 9 bis 14 Jahren. Kinder mit schulischen Lücken sollen gefördert werden, ein intensives Studium soll ihnen eine fundierte Ausbildung garantieren. Um das Projekt pädagogischen Ansprüchen genügen zu lassen, werden städtische Lehrer eingestellt und qualifiziert.

## Wirtschaft
Der Schwerpunkt der Wirtschaft Gravatás liegt im primären Sektor und umfasst die Viehzucht, sowie den Anbau von Ananas, Bananen, Baumwolle, Mais, Kartoffeln, Bohnen, Mandarinen, Tomaten, Erdbeeren und Maniok. Auch für den Export bestimmt ist die Zucht von Blumen wie Rosen oder Chrysanthemen.
Im sekundären Sektor ist die holzverarbeitende Industrie stark vertreten. So werden in vielen bäuerlichen Betrieben Korb- und Rattanmöbel hergestellt.
Ein anderer wichtiger Wirtschaftszweig in Gravatá ist der Immobilienmarkt, der einer der wichtigsten Pernambucos ist, was hauptsächlich am Tourismus liegen dürfte, der für die lokale Wirtschaft entscheidend ist: so kommen auf rund 70.000 Einwohner an manchen Wochenenden über 50.000 Touristen.

## Persönlichkeiten
- Josivaldo José Bezerra (* 1967), römisch-katholischer Geistlicher, Weihbischof in Olinda e Recife